# Masakatsu Waka
Masakatsu Waka (ur. ?, zm. 22 lipca 1938 k. Găinești w Rumunii) – major Cesarskiej Armii Japońskiej.

## Zarys biografii
Był członkiem sztabu generalnego Cesarskiej Armii Japońskiej. Pełnił funkcję zastępcy attaché wojskowego Japonii w Warszawie, będąc zarazem jego delegatem w Bukareszcie, gdzie przebywał w ramach wykonywanych obowiązków. 26 czerwca 1938 został wyznaczony na stanowisko samodzielnego attaché wojskowego w Bukareszcie. Po otrzymaniu w Warszawie notyfikacji udał się do Bukaresztu celem przekazania dokumentów władzom Królestwa Rumunii. Po złożeniu dokumentów miał otrzymać awans do stopnia podpułkownika.
Podczas podróży do Bukaresztu poniósł śmierć w katastrofie lotniczej 22 lipca 1938. Samolot PLL LOT, którym leciał,  rozbił się w pobliżu rumuńskiej wsi Găinești, położonej niedaleko miejscowości Gura Humorului.
27 lipca 1938 zwłoki Masakatsu Waki zostały spopielone w krematorium w Bukareszcie, a prochy przetransportowane do Japonii.